# 358
Cette page concerne l'année 358  du calendrier julien. Pour l'année 358 av. J.-C., voir 358 av. J.-C. Pour le nombre 358, voir 358 (nombre).
L'année 358 est une année commune qui commence un jeudi.

## Événements
- Janvier-juillet : Julien installe son quartier général à Lutèce[1]. Il mentionne une importante crue de la Seine durant l'hiver 357-358[2].
- 23 février : arrivée d'une ambassade perse à Constantinople menée par Narsès pour réclamer l'Arménie et la Mésopotamie aux Romains[3]. Le 10 mars, les envoyés de Shapur II sont à Sirmium auprès de Constance II et reçoivent sa réponse le 20 mars.
- 25 mars, Sirmium  : Constance II envoie une ambassade en Perse formée du comte Prosper, du tribun Spectatus et du philosophe Eustathius. Ils sont de retour avant le 24 août sans avoir rien obtenu[3].
- Avril : Constance II repousse les Sarmates Limigantes, puis rentre en triomphe à Sirmium[1].
- 21-23 juin : Constance II est à Sirmium[1].
- 27 juin : Constance II est à Mursa[1].
- Été : après l'échec de la première ambassade, Lucillianus et Procope (futur prétendant au titre d'empereur romain en 365) sont envoyés en Perse, sans plus de résultats[3].
- Juillet-automne : Julien mène une campagne contre les Francs saliens en Toxandrie[1], reprend le contrôle de la vallée de la Meuse puis passe le Rhin pour marcher contre les Alamans. Leurs chefs Suomar et Hortar demandent la paix, qu'ils obtiennent moyennant de rendre tous les prisonniers romains et de fournir des vivres et du bois de construction aux légions pour qu'elles restaurent le limes[3].
- 2 août[4] : le pape Libère, après avoir signé le formulaire de Sirmium, rentre à Rome où il s’oppose à l’antipape Félix II, qui s’enfuit en Campanie à la suite d'une émeute[5].
- 24 août : Nicomédie est détruite par un tremblement de terre[3].

- Septembre[6] : Hillel II, patriarche du sanhédrin  (330-365), renonce à fixer les fêtes juives et promulgue un calendrier fixe[7].

- 2 octobre : l'évêque d'Alexandrie Georges doit quitter la ville ; il rejoint l'empereur Constance II à Sirmium[8].
- Octobre : Constance II est à Sirmium où il hiverne[1].
- Automne : Julien reprend ses quartiers d'hiver à Lutèce[1]

## Naissances en 358
- Aignan d'Orléans